# Großer Preis von Brasilien 1997
Der Große Preis von Brasilien 1997 (offiziell XXVI Grande Prêmio do Brasil) fand am 30. März auf dem Autódromo José Carlos Pace in São Paulo statt und war das zweite Rennen der Formel-1-Weltmeisterschaft 1997.

## Bericht

### Hintergrund
An diesem Rennen waren zwar 12 Teams anwesend, aber das Mastercard Lola F1 Team trat schlussendlich nicht an. Grund war der Ausstieg des Hauptsponsors Mastercard, der nach dem enttäuschenden Auftritt beim vorherigen Rennen nicht mehr auf den Autos werben wollte. Bedingt dadurch, dass der Hauptgeldgeber ausstieg und das Team schon davor Schulden aufgebaut hatte, musste Lola ohne Rennteilnahme wieder heimreisen und sich von der laufenden Meisterschaft zurückziehen.
Nach dem Großen Preis von Australien führte David Coulthard in der Fahrerwertung mit vier Punkten vor Michael Schumacher und mit sechs Punkten vor Mika Häkkinen. In der Konstrukteurswertung führte McLaren-Mercedes mit acht Punkten vor Ferrari und mit 11 Punkten vor Benetton-Renault.
Mit Michael Schumacher (zweimal) und Damon Hill (einmal) traten zwei ehemalige Sieger zu diesem Grand Prix an.

### Training
Vor dem Rennen fanden zwei Trainingseinheiten statt: Die erste am Freitagmorgen und die zweite am Samstagmorgen.
Beim ersten freien Training am Freitag holte sich Heinz-Harald Frentzen mit 1:17,506 Minuten den ersten Platz. Hinter ihm lagen Jacques Villeneuve und Jean Alesi. Alle Wagen lagen innerhalb von vier Sekunden auf den Führenden.
Beim zweiten freien Training am Samstag konnte sich dann Villeneuve mit einer Zeit von 1:16,030 Minuten die Bestzeit sichern. Nur knapp zwei Zehntel hinter ihm lag Häkkinen. Alle Fahrer lagen innerhalb von zweieinhalb Sekunden hinter Villeneuve.

### Qualifying
Mit einer halben Sekunde vor Michael Schumacher sicherte sich Villeneuve seine fünfte Pole-Position. Auf Platz drei folgte Gerhard Berger, der nur fünf Hundertstel hinter dem Deutschen lag. Nach dem Qualifying wurden Frentzen, Coulthard, Hill, Olivier Panis und Pedro Diniz jeweils eine Rundenzeit gestrichen, da sie in der fliegenden Runde die weiße Begrenzungslinie bei der Boxenausfahrt überfahren hatten, aber an der Startaufstellung änderte sich dennoch nichts mehr. Hill wurde indes auch noch verwarnt, da er eine blaue Flagge ignorierte und beinahe einen Unfall mit Coulthard verursachte.

### Warm-Up
Die Fahrer gingen am Sonntagmorgen zu einer 30-minütigen Aufwärmsitzung auf die Strecke. Im Warm Up war Villeneuve erneut der Schnellste, hinter ihm lag Häkkinen sowie Panis.

### Rennen

#### Erster Start
Michael Schumacher konnte sich nach dem Start in der ersten Kurve neben Villeneuve setzen. Villeneuve versuchte wiederum außen zu kontern, kam allerdings von der Strecke ab und fiel auf Platz 9 zurück. Dahinter ereignete sich ein Zwischenfall mit mehreren Fahrern, darunter Hill, Eddie Irvine, Giancarlo Fisichella und Jan Magnussen. Darüber hinaus versagte das Auto von Rubens Barrichello auf der Ziellinie aufgrund eines Problemes mit dem Gaspedal. Diese Blockade der Strecke war letztendlich die Ursache für die rote Flagge. Barrichello übernahm beim Neustart das Ersatzauto, was dazu führte, dass Magnussen das Rennen verpasste. Auch Frentzen, Fisichella, Herbert und Irvine wechselten in das jeweilige Ersatzauto. Für Villeneuve war der abgebrochene Start im Nachhinein ein Segen, da er sich seine Hinterradaufhängung bei seinem Abflug demolierte und sie daher reparieren lassen konnte.

#### Zweiter Start
Beim zweiten Start kam Michael Schumacher wieder besser weg und konnte Villeneuve wieder vor der ersten Kurve überholen, aber der Kanadier konnte am Ende der ersten Runde kontern und sich die Führung zurückholen. Dahinter verlor Berger eine Position an Häkkinen. Ukyo Katayama blieb beim Start stehen und wurde zurück an die Box geschoben. Nach 3 Runden an der Box konnte er dann wieder ins Renngeschehen einsteigen.
In der 4. Runde konnte Berger dann Häkkinen wieder überholen und holte schnell auf Michael Schumacher auf. Bevor die Boxenstopp-Reihe begann, konnte Berger Michael Schumacher anschließend auf der Start-Ziel-Geraden überholen. Berger konnte sich letztendlich von Michael Schumacher absetzen, allerdings den Führenden Villeneuve nicht einholen.
Während die mit Goodyear-Reifen ausgestatteten Teams zwei Boxenstopps eingeplant hatten, konnten die von Bridgestone belieferten Teams dank der längeren Haltbarkeit auf eine Ein-Stopp-Strategie setzen.
Nach der zweiten Boxenstopp-Phase konnte Berger den Rückstand auf Villeneuve zwar verringern, kam allerdings nie in Schlagdistanz, sodass Villeneuve das Rennen schließlich gewinnen konnte. Panis komplettierte das Podium als Dritter. Häkkinen, Michael Schumacher und Jean Alesi belegten die restlichen Punkteplatzierungen. Die drei trennte bei der Ziellinie nur eine Sekunde.
Villeneuve sicherte sich zudem mit 1:18,397 Minuten die schnellste Runde.
Hill war erneut von Zuverlässigkeitsproblemen betroffen und schied 4 Runden vor Schluss aufgrund eines Motorbrands aus, der durch ein Ölleck in der Box verursacht wurde. Der Sieger des ersten Rennens, Coulthard, konnte nicht an die guten Leistungen anknüpfen und wurde Zehnter. Irvine, durch den zu festen Sicherheitsgurt schmerzlich beeinträchtigt, wurde 16. und damit Letzter.
In der Fahrerwertung führten nun Coulthard und Villeneuve punktgleich vor Berger. In der Konstrukteurswertung blieb McLaren-Mercedes vorne, nun gefolgt von Williams-Renault und Benetton-Renault.

## Meldeliste
| Team                        | Nr. | Fahrer                | Chassis        | Motor                 | Reifen |
| --------------------------- | --- | --------------------- | -------------- | --------------------- | ------ |
| Danka Arrows Yamaha         | 01  | Damon Hill            | Arrows A18     | Yamaha 3.0 V10        | B      |
| Danka Arrows Yamaha         | 02  | Pedro Diniz           | Arrows A18     | Yamaha 3.0 V10        | B      |
| Rothmans Williams Renault   | 03  | Jacques Villeneuve    | Williams FW19  | Renault 3.0 V10       | G      |
| Rothmans Williams Renault   | 04  | Heinz-Harald Frentzen | Williams FW19  | Renault 3.0 V10       | G      |
| Scuderia Ferrari Marlboro   | 05  | Michael Schumacher    | Ferrari F310B  | Ferrari 3.0 V10       | G      |
| Scuderia Ferrari Marlboro   | 06  | Eddie Irvine          | Ferrari F310B  | Ferrari 3.0 V10       | G      |
| Mild Seven Benetton Renault | 07  | Jean Alesi            | Benetton B197  | Renault 3.0 V10       | G      |
| Mild Seven Benetton Renault | 08  | Gerhard Berger        | Benetton B197  | Renault 3.0 V10       | G      |
| West McLaren Mercedes       | 09  | Mika Häkkinen         | McLaren MP4/12 | Mercedes-Benz 3.0 V10 | G      |
| West McLaren Mercedes       | 10  | David Coulthard       | McLaren MP4/12 | Mercedes-Benz 3.0 V10 | G      |
| B&H Total Jordan Peugeot    | 11  | Ralf Schumacher       | Jordan 197     | Peugeot 3.0 V10       | G      |
| B&H Total Jordan Peugeot    | 12  | Giancarlo Fisichella  | Jordan 197     | Peugeot 3.0 V10       | G      |
| Prost Gauloises Peugeot     | 14  | Olivier Panis         | Prost JS45     | Mugen-Honda 3.0 V10   | B      |
| Prost Gauloises Peugeot     | 15  | Shinji Nakano         | Prost JS45     | Mugen-Honda 3.0 V10   | B      |
| Red Bull Sauber Petronas    | 16  | Johnny Herbert        | Sauber C16     | Petronas 3.0 V10      | G      |
| Red Bull Sauber Petronas    | 17  | Nicola Larini         | Sauber C16     | Petronas 3.0 V10      | G      |
| Tyrrell                     | 18  | Jos Verstappen        | Tyrrell 025    | Ford ED4 3.0 V8       | G      |
| Tyrrell                     | 19  | Mika Salo             | Tyrrell 025    | Ford ED4 3.0 V8       | G      |
| Minardi Team                | 20  | Ukyō Katayama         | Minardi M197   | Hart 3.0 V8           | B      |
| Minardi Team                | 21  | Jarno Trulli          | Minardi M197   | Hart 3.0 V8           | B      |
| Stewart Ford                | 22  | Rubens Barrichello    | Stewart SF01   | Ford Zetec-R 3.0 V10  | B      |
| Stewart Ford                | 23  | Jan Magnussen         | Stewart SF01   | Ford Zetec-R 3.0 V10  | B      |

## Klassifikation

### Qualifying
| Pos.                                                                       | Fahrer                | Konstrukteur      | Zeit     | Start |
| -------------------------------------------------------------------------- | --------------------- | ----------------- | -------- | ----- |
| 01                                                                         | Jacques Villeneuve    | Williams-Renault  | 1:16,004 | 01    |
| 02                                                                         | Michael Schumacher    | Ferrari           | 1:16,594 | 02    |
| 03                                                                         | Gerhard Berger        | Benetton-Renault  | 1:16,644 | 03    |
| 04                                                                         | Mika Häkkinen         | McLaren-Mercedes  | 1:16,692 | 04    |
| 05                                                                         | Olivier Panis         | Prost-Mugen-Honda | 1:16,756 | 05    |
| 06                                                                         | Jean Alesi            | Benetton-Renault  | 1:16,757 | 06    |
| 07                                                                         | Giancarlo Fisichella  | Jordan-Peugeot    | 1:16,912 | 07    |
| 08                                                                         | Heinz-Harald Frentzen | Williams-Renault  | 1:16,971 | 08    |
| 09                                                                         | Damon Hill            | Arrows-Yamaha     | 1:17,090 | 09    |
| 10                                                                         | Ralf Schumacher       | Jordan-Peugeot    | 1:17,175 | 10    |
| 11                                                                         | Rubens Barrichello    | Stewart-Ford      | 1:17,259 | 11    |
| 12                                                                         | David Coulthard       | McLaren-Mercedes  | 1:17,262 | 12    |
| 13                                                                         | Johnny Herbert        | Sauber-Petronas   | 1:17,409 | 13    |
| 14                                                                         | Eddie Irvine          | Ferrari           | 1:17,527 | 14    |
| 15                                                                         | Shinji Nakano         | Prost-Mugen-Honda | 1:17,999 | 15    |
| 16                                                                         | Pedro Diniz           | Arrows-Yamaha     | 1:18,095 | 16    |
| 17                                                                         | Jarno Trulli          | Minardi-Hart      | 1:18,336 | 17    |
| 18                                                                         | Ukyō Katayama         | Minardi-Hart      | 1:18,557 | 18    |
| 19                                                                         | Nicola Larini         | Sauber-Petronas   | 1:18,644 | 19    |
| 20                                                                         | Jan Magnussen         | Stewart-Ford      | 1:18,773 | 20    |
| 21                                                                         | Jos Verstappen        | Tyrrell-Ford      | 1:18,885 | 21    |
| 22                                                                         | Mika Salo             | Tyrrell-Ford      | 1:19,274 | 22    |
| 107-Prozent-Zeit: 1:21,324 min (bezogen auf die Bestzeit von 1:16,004 min) |                       |                   |          |       |

### Rennen
| Pos. | Fahrer                | Konstrukteur      | Runden | Stopps | Zeit        | Start | Schnellste Runde |
| ---- | --------------------- | ----------------- | ------ | ------ | ----------- | ----- | ---------------- |
| 01   | Jacques Villeneuve    | Williams-Renault  | 72     | 2      | 1:36:06,990 | 01    | 1:18,397         |
| 02   | Gerhard Berger        | Benetton-Renault  | 72     | 2      | + 4,190     | 03    | 1:18,509         |
| 03   | Olivier Panis         | Prost-Mugen-Honda | 72     | 1      | + 15,870    | 05    | 1:19,094         |
| 04   | Mika Häkkinen         | McLaren-Mercedes  | 72     | 2      | + 33,033    | 04    | 1:18,649         |
| 05   | Michael Schumacher    | Ferrari           | 72     | 2      | + 33,731    | 02    | 1:18,773         |
| 06   | Jean Alesi            | Benetton-Renault  | 72     | 2      | + 34,020    | 06    | 1:18,754         |
| 07   | Johnny Herbert        | Sauber-Petronas   | 72     | 2      | + 50,912    | 13    | 1:19,008         |
| 08   | Giancarlo Fisichella  | Jordan-Peugeot    | 72     | 2      | + 1:00,639  | 07    | 1:18,611         |
| 09   | Heinz-Harald Frentzen | Williams-Renault  | 72     | 2      | + 1:15,402  | 08    | 1:18,707         |
| 10   | David Coulthard       | McLaren-Mercedes  | 71     | 2      | + 1 Runde   | 12    | 1:18,925         |
| 11   | Nicola Larini         | Sauber-Petronas   | 71     | 2      | + 1 Runde   | 19    | 1:18,730         |
| 12   | Jarno Trulli          | Minardi-Hart      | 71     | 1      | + 1 Runde   | 17    | 1:20,105         |
| 13   | Mika Salo             | Tyrrell-Ford      | 71     | 2      | + 1 Runde   | 22    | 1:20,376         |
| 14   | Shinji Nakano         | Prost-Mugen-Honda | 71     | 1      | + 1 Runde   | 15    | 1:19,657         |
| 15   | Jos Verstappen        | Tyrrell-Ford      | 70     | 2      | + 2 Runden  | 21    | 1:20,274         |
| 16   | Eddie Irvine          | Ferrari           | 70     | 3      | + 2 Runden  | 14    | 1:19,275         |
| 17   | Damon Hill            | Arrows-Yamaha     | 68     | 1      | DNF         | 09    | 1:19,910         |
| 18   | Ukyō Katayama         | Minardi-Hart      | 67     | 3      | + 5 Runden  | 18    | 1:19,960         |
| –    | Ralf Schumacher       | Jordan-Peugeot    | 52     | 2      | DNF         | 10    | 1:18,441         |
| –    | Rubens Barrichello    | Stewart-Ford      | 16     | 0      | DNF         | 11    | 1:20,788         |
| –    | Pedro Diniz           | Arrows-Yamaha     | 15     | 0      | DNF         | 16    | 1:20,406         |
| DNS  | Jan Magnussen         | Stewart-Ford      | –      | –      | –           | 20    | –                |

Anmerkungen
1. ↑  Magnussen konnte nicht am Rennen teilnehmen, da das Ersatzauto bereits von seinem Teamkollegen Barrichello verwendet wurde.

## WM-Stände nach dem Rennen
Die ersten sechs des Rennens bekamen 10, 6, 4, 3, 2 bzw. 1 Punkt(e).

### Fahrerwertung
| Pos. | Fahrer                | Konstrukteur      | Punkte |
| ---- | --------------------- | ----------------- | ------ |
| 01   | David Coulthard       | McLaren-Mercedes  | 10     |
| 02   | Jacques Villeneuve    | Williams-Renault  | 10     |
| 03   | Gerhard Berger        | Benetton-Renault  | 9      |
| 04   | Michael Schumacher    | Ferrari           | 8      |
| 05   | Mika Häkkinen         | McLaren-Mercedes  | 7      |
| 06   | Olivier Panis         | Prost-Mugen-Honda | 6      |
| 07   | Nicola Larini         | Sauber-Petronas   | 1      |
| 08   | Jean Alesi            | Benetton-Renault  | 1      |
| 09   | Shinji Nakano         | Prost-Mugen-Honda | 0      |
| 10   | Johnny Herbert        | Sauber-Petronas   | 0      |
| 11   | Heinz-Harald Frentzen | Williams-Renault  | 0      |

| Pos. | Fahrer               | Konstrukteur   | Punkte |
| ---- | -------------------- | -------------- | ------ |
| 12   | Giancarlo Fisichella | Jordan-Peugeot | 0      |
| 13   | Jarno Trulli         | Minardi-Hart   | 0      |
| 14   | Pedro Diniz          | Arrows-Yamaha  | 0      |
| 15   | Mika Salo            | Tyrrell-Ford   | 0      |
| 16   | Jos Verstappen       | Tyrrell-Ford   | 0      |
| 17   | Eddie Irvine         | Ferrari        | 0      |
| 18   | Damon Hill           | Arrows-Yamaha  | 0      |
| 19   | Ukyō Katayama        | Minardi-Hart   | 0      |
| –    | Rubens Barrichello   | Stewart-Ford   | 0      |
| –    | Jan Magnussen        | Stewart-Ford   | 0      |
| –    | Ralf Schumacher      | Jordan-Peugeot | 0      |

### Konstrukteurswertung
| Pos. | Konstrukteur      | Punkte |
| ---- | ----------------- | ------ |
| 01   | McLaren-Mercedes  | 17     |
| 02   | Williams-Renault  | 10     |
| 03   | Benetton-Renault  | 10     |
| 04   | Ferrari           | 8      |
| 05   | Prost-Mugen-Honda | 6      |
| 06   | Sauber-Petronas   | 1      |

| Pos. | Konstrukteur   | Punkte |
| ---- | -------------- | ------ |
| 07   | Jordan-Peugeot | 0      |
| 08   | Minardi-Hart   | 0      |
| 09   | Arrows-Yamaha  | 0      |
| 10   | Tyrrell-Ford   | 0      |
| –    | Stewart-Ford   | 0      |
| –    | Lola-Ford      | 0      |